# Saint-Just-et-le-Bézu
Saint-Just-et-le-Bézu es un pequeño pueblo y comuna francesa, situada en el departamento del Aude en la región de Languedoc-Roussillon.
A sus habitantes se les conoce por el gentilicio Saint-Justois.

## Demografía
| 33 | 53 | 44 | 55 | 54 | 62 |
| Para los censos de 1962 a 1999 la población legal corresponde a la población sin duplicidades (Fuente: INSEE [Consultar]) |    |    |    |    |    |

(Población sans doubles comptes según la metodología del INSEE).